# Brittagnathus
Brittagnathus — вимерлий рід тетраподоморфних хребетних з пізнього девону Гренландії. Він містить один вид, Brittagnathus minutus, який базується на повній нижній щелепі, знайденій з кісткового ложа Acanthostega у формації Britta Dal. Це четвертий названий рід тетраподоморфів з пізнього девону Гренландії, після Ichthyostega, Acanthostega та Ymeria.
Довжина щелепи становить лише 4,5 см, що робить Brittagnathus найменшим із відомих девонських тетраподоморфів. Філогенетичний аналіз поміщає його серед стегоцефалів кам’яновугільного періоду, зокрема Pederpes, а не девонських стегоцефалів. Це підтверджує походження тетраподоморфів карбонового типу ще в девоні.